# PowerPC 750
Der PowerPC 750, kurz PPC750 oder auch PowerPC G3 (für die Generation 3), ist ein 32-Bit-RISC-Mikroprozessor der PowerPC-Familie. Er folgt auf die PowerPC-Prozessoren PowerPC 603 und 604 der zweiten Generation und wurde wie diese gemeinsam von Apple, IBM und Motorola entwickelt.
G3 ist ebenfalls die umgangssprachliche Bezeichnung für die Power Macintosh G3-Rechner von Apple, in denen diese Prozessoren Verwendung fanden.
Eine gegen Strahlung geschützte Variante dieses Prozessors (RAD750) dient als Hauptprozessor der Mars-Reconnaissance-Orbiter-Sonde und war lange Zeit einer der leistungsfähigsten operierenden Prozessoren außerhalb der Erde oder ihrer Umlaufbahn. Die Raumsonde Gaia verfügt über 21 Stück der 750FX-Prozessoren. Die sieben Videoverarbeitungseinheiten der Sonde arbeiten mit jeweils drei Prozessoren gleichzeitig. Eine Logik vergleicht laufend die Ergebnisse der drei Prozessoren, erkennt einen fehlerhaft arbeitenden Prozessor und startet diesen in einer Millisekunde automatisch neu mit den Werten der anderen beiden Prozessoren, ohne dass der Rechenprozess insgesamt unterbrochen wird. Es handelt sich um den leistungsfähigsten Computer, der bis dahin im Weltraum betrieben wurde.

## Technik
Die G2-Prozessoren hatten den Nachteil, dass sie zu sehr an den frühen, teilweise noch experimentellen Prozessor PowerPC 601 anlehnten, welcher für eine andere Umgebung mit anderem Hintergrund und mit mangelnder Erfahrung entwickelt wurde. Die G3-Prozessoren jedoch wurden auf den Einsatz als CPUs für Arbeitsplatzrechner optimiert; also für die Power-Macintosh-Modellreihe. Außerdem war nun auch der Betrieb mit zwei Prozessoren gleichzeitig möglich, was allerdings Probleme mit dem L2-Cache verursachte und dementsprechende Leistungseinbußen bei den beiden einzelnen Prozessoren bedeutete.

## Prozessoren der Reihe
- IBM/Motorola PowerPC 740 – ohne externen L2-Cache
- IBM/Motorola PowerPC 750 – Grundmodell
- IBM PowerPC 750CX – hauptsächlich für den mobilen Einsatz konzipiert
- IBM PowerPC 750CXe – erhöhte Geschwindigkeit
- IBM PowerPC 750CL
- IBM PowerPC 750FX – weiter erhöhte Geschwindigkeit (Taktfrequenzen über 1 GHz möglich)
- IBM PowerPC 750GX
- IBM PowerPC 750VX – G3 mit Altivec-Unterstützung
- BAE Systems RAD750 – strahlungsresistente Version für Anwendungen in der Raumfahrt

Videospielkonsolen mit PowerPC 750:
- Nintendo GameCube: Gekko @ 485 MHz – neu entwickelte SIMD-Einheit “paired single”
- Wii: Broadway @ 728 MHz
- Wii U: Espresso @ 1,24 GHz – Tricore mit mehr Cache